# WELL Building standard
La certificazione WELL Building standard o WELL è una certificazione degli edifici gestita dall'istituto WELL Bulding Institute e rilasciata dal Green Business Certification Inc. focalizzata sul benessere degli inquilini considerando anche l'uso di risorse rinnovabili, la sostenibilità ambientale e la tutela del paesaggio..
Le macroaree di valutazione sono:
- Aria
- Acqua
- Alimentazione
- Benessere psicofisico
- Comfort
- illuminazione
- Innovazione
- Movimento

## Livelli di certificazione
I livelli di certificazione previsti sono:
- WELL Bronze
- WELL Silver
- WELL Gold
- WELL Platinum